# Völcsej, Győr-Moson-Sopron
Völcsej  este un sat în districtul Sopron, județul Győr-Moson-Sopron, Ungaria, având o populație de 359 de locuitori (2011). 

## Demografie
Componența etnică a satului Völcsej
     Maghiari (98,22%)
     Alții (1,78%)
Componența confesională a satului Völcsej
     Romano-catolici (75,49%)
     Fără religie (3,34%)
     Luterani (1,67%)
     Atei (1,11%)
     Necunoscută (17,55%)
     Reformați (0,84%)
Conform recensământului din 2011, satul Völcsej avea 359 de locuitori. Din punct de vedere etnic, majoritatea locuitorilor (98,22%) erau maghiari.  Din punct de vedere confesional, majoritatea locuitorilor (75,49%) erau romano-catolici, existând și minorități de persoane fără religie (3,34%), luterani (1,67%) și atei (1,11%). Pentru 17,55% din locuitori nu este cunoscută apartenența confesională.